# King’s Cup (Fußball) 2024
Der King’s Cup 2024 (thailändisch คิงส์คัพ 2024) war die 50. Austragung eines Fußballwettbewerbs in Thailand. Ausgetragen und organisiert wurde der Wettbewerb vom thailändischen Fußballverband.

## Teilnehmende Mannschaften
| Mannschaft    | Nationaler Verband                  | Regionaler Verband | Kontinentalverband           | FIFA-Weltrangliste |
| ------------- | ----------------------------------- | ------------------ | ---------------------------- | ------------------ |
| Syrien        | Syrischer Arabischer Fußballverband | WAFF               | Asian Football Confederation | 92. Platz          |
| Thailand      | Football Association of Thailand    | AFF                | Asian Football Confederation | 100. Platz         |
| Tadschikistan | Tajikistan Football Federation      | CAFA               | Asian Football Confederation | 103. Platz         |
| Philippinen   | Philippine Football Federation      | AFF                | Asian Football Confederation | 148. Platz         |

## Modus
Stand es nach der regulären Spielzeit unentschieden, wurde die Entscheidung im Elfmeterschießen herbeigeführt. Es gab keine Verlängerung. Es konnten fünf Spieler ausgetauscht werden. Die Sieger bestritten das Finale, die Verlierer spielten um den dritten Platz.

## Austragungsort
Alle Spiele fanden im 27.561 Zuschauer fassenden Tinsulanon Stadium in Songkhla statt.

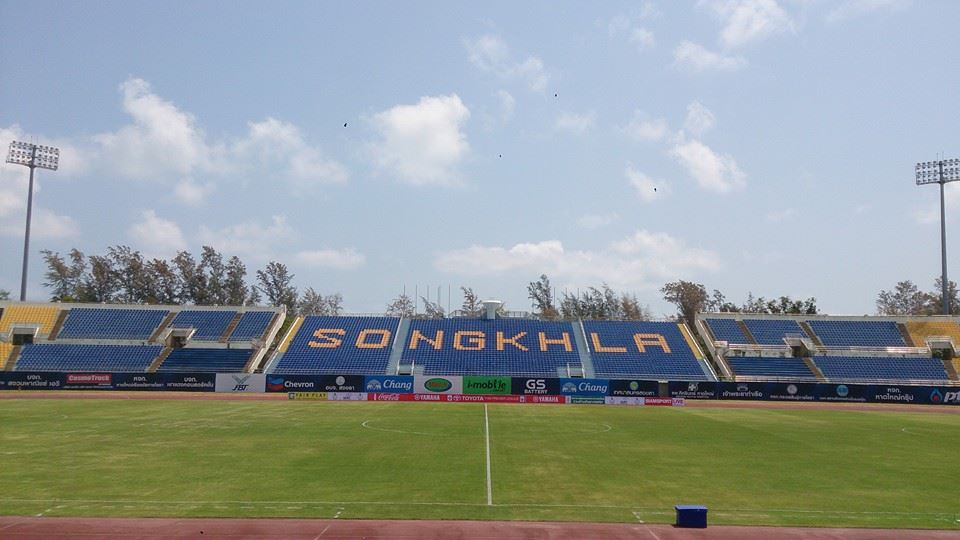
Tinsulanon Stadium

## Spiele

### Übersicht
|  | Halbfinale                    | Halbfinale                    | Halbfinale                    |   |        | Finale                        | Finale                        | Finale                        |
|  |                               |                               |                               |   |        |                               |                               |                               |
|  | 11. Oktober 2024 um 16:30 Uhr |                               |                               |   |        |                               |                               |                               |
|  | 1                             | Syrien                        | 1                             |   |        |                               |                               |                               |
|  | 2                             | Tadschikistan                 | 0                             |   |        | 14. Oktober 2024 um 20:00 Uhr | 14. Oktober 2024 um 20:00 Uhr | 14. Oktober 2024 um 20:00 Uhr |
|  |                               |                               |                               | 1 | Syrien | 1                             |                               |                               |
|  | 11. Oktober 2024 um 20:00 Uhr | 11. Oktober 2024 um 20:00 Uhr | 11. Oktober 2024 um 20:00 Uhr |   | 3      | Thailand                      | 2                             |                               |
|  | 3                             | Thailand                      | 3                             |   |        |                               |                               |                               |
|  | 4                             | Philippinen                   | 1                             |   |        | Spiel um Platz 3              | Spiel um Platz 3              | Spiel um Platz 3              |
|  |                               |                               |                               |   |        | 2                             | Tadschikistan                 | 0                             |
|  | 4                             | Philippinen                   | 3                             |   |        |                               |                               |                               |
|  |                               |                               |                               |   |        | 14. Oktober 2024 um 16:30 Uhr |                               |                               |

### Halbfinale
| Datum                         |          | Ergebnis |               |
| ----------------------------- | -------- | -------- | ------------- |
| 11. Oktober 2024 um 16:30 Uhr | Syrien   | 1:0      | Tadschikistan |
| 11. Oktober 2024 um 20:00 Uhr | Thailand | 3:1      | Philippinen   |

### Spiel um Platz 3
| Datum                         |               | Ergebnis |             |
| ----------------------------- | ------------- | -------- | ----------- |
| 14. Oktober 2024 um 16:30 Uhr | Tadschikistan | 0:3      | Philippinen |

### Finale
| Datum                         |        | Ergebnis |          |
| ----------------------------- | ------ | -------- | -------- |
| 14. Oktober 2024 um 20:00 Uhr | Syrien | 1:2      | Thailand |

## Platzierung
| Platz    | Mannschaft    |
| -------- | ------------- |
| 1. Platz | Thailand      |
| 2. Platz | Syrien        |
| 3. Platz | Philippinen   |
| 4. Platz | Tadschikistan |